# Coleophora superlonga
Coleophora superlonga é uma espécie de mariposa do gênero Coleophora pertencente à família Coleophoridae.